# (612533) 2002 XV93
2002 XV93 ist ein großes transneptunisches Objekt, welches bahndynamisch als Plutino, aber auch allgemeiner als «Distant Object» eingestuft wird. Aufgrund seiner Größe ist der Asteroid ein Zwergplanetenkandidat.

## Entdeckung
2002 XV93 wurde am 10. Dezember 2002 von einem Astronomenteam am Palomar-Observatorium (Kalifornien) entdeckt. Die Entdeckung wurde am 5. Januar 2003 bekanntgegeben, zusammen mit (78799) 2002 XW93 und (119979) 2002 WC19.
Nach seiner Entdeckung ließ sich 2002 XV93 auf Fotos vom 16. Oktober 1990, die am Palomar-Observatorium gemacht wurden, rückwirkend identifizieren und so sein Beobachtungszeitraum um zwölf Jahre verlängern, um seine Umlaufbahn genauer zu berechnen. Im September 2018 lagen insgesamt 95 Beobachtungen über einen Zeitraum von 26 Jahren vor. Die bisher letzte Beobachtung wurde im Februar 2016 im Rahmen des Pan-STARRS-Programmes durchgeführt.

## Eigenschaften

### Umlaufbahn
2002 XV93 umkreist die Sonne in 244,63 Jahren auf einer elliptischen Umlaufbahn zwischen 34,22 AE und 44,01 AE Abstand zu deren Zentrum. Die Bahnexzentrizität beträgt 0,125, die Bahn ist 13,28° gegenüber der Ekliptik geneigt. Derzeit ist der Planetoid 38,59 AE von der Sonne bzw. 37,85 AE von der Erde entfernt (Stand 1. Februar 2019). Das Perihel durchläuft er das nächste Mal 2071, der letzte Periheldurchlauf dürfte also im Jahre 1826 erfolgt sein.
Marc Buie (DES) stuft ihn als Plutino ein; das Minor Planet Center zunächst ebenfalls, führt es nun allerdings als Distant Object.

### Größe
Derzeit wird von einem Durchmesser von etwa 549 km ausgegangen, basierend auf einem Rückstrahlvermögen von 4 % und einer absoluten Helligkeit von 5,4 m. Diese Durchmesserbestimmung wurde nach Untersuchungen mit dem Herschel-Weltraumteleskop durchgeführt. Die scheinbare Helligkeit von 2002 XV93 beträgt 20,96 m.
Da anzunehmen ist, dass sich 2002 XV93 aufgrund seiner Größe im hydrostatischen Gleichgewicht befindet und somit weitgehend rund sein muss, sollte er die Kriterien für eine Einstufung als Zwergplanet erfüllen. Mike Brown geht davon aus, dass es sich bei 2002 XV93 um wahrscheinlich einen Zwergplaneten handelt.
| Jahr                                         | Abmessungen km   | Quelle        |
| -------------------------------------------- | ---------------- | ------------- |
| 2012                                         | 549,2 +21,7−23,0 | Mommert u. a. |
| 2018                                         | 564,0            | Brown         |
| Die präziseste Bestimmung ist fett markiert. |                  |               |